# Publius Clodius Dida
Publius Clodius Dida war ein antiker römischer Toreut (Metallarbeiter), tätig während der Kaiserzeit.
Publius Clodius Dida ist heute nur noch aufgrund einer Inschrift bekannt. Dabei handelt es sich um eine Grabinschrift auf der Urne, die in der Kirche Santa Maria in Vallicella in Rom gefunden wurde. Diese Inschrift bezeichnet Publius Clodius Dida als Produzenten von Vasen (vascularius). Zudem wird er als Freigelassener (l[ibertus]) benannt. Er ist damit einer von etwa nur etwa 30 bis 40 inschriftlich bekannten Toreuten der griechisch-römischen Antike. Weitere Details zum Leben oder gar zuschreibbare überlieferte Werke sind nicht bekannt.

## Einzelbelege
1. ↑  P(ublius) Clodius P(ubli) l(ibertus) / Dida / vascularius; siehe CIL 6, 9955
2. ↑  abgesehen von Signaturstempeln auf toreutischen Erzeugnissen

| Personendaten    | Personendaten                              |
| ---------------- | ------------------------------------------ |
| NAME             | Clodius Dida, Publius                      |
| ALTERNATIVNAMEN  | Dida, Publius Clodius                      |
| KURZBESCHREIBUNG | antiker römischer Toreut                   |
| GEBURTSDATUM     | zwischen 1. Jahrhundert und 3. Jahrhundert |
| STERBEDATUM      | zwischen 1. Jahrhundert und 4. Jahrhundert |